# 梅拉蒂鲁潘图鲁蒂
梅拉蒂鲁潘图鲁蒂（Melathiruppanthuruthi），是印度泰米尔纳德邦坦贾武尔县的一个城镇。总人口8409（2001年）。

## 人口
该地2001年总人口8409人，其中男性4000人，女性4409人；0—6岁人口1054人，其中男508人，女546人；识字率71.69%，其中男性为78.10%，女性为65.87%。